# The Occult
 The Occult (Het occulte) is een boek uit 1971 van de Engelse schrijver Colin Wilson.

## Inhoud
Onderwerpen zijn onder meer Aleister Crowley, George Gurdjieff, Blavatsky, Kabbala, primitieve magie, Franz Anton Mesmer, Grigori Raspoetin, Daniel Dunglas Home, Paracelsus, P. D. Ouspensky, William Blake, Giovanni Jacopo Casanova, Cornelius Agrippa en diverse anderen.
Het boek is als volgt onderverdeeld:
Deel één:
Een overzicht van het onderwerp
- Magie - De wetenschap van de toekomst
- De donkere kant van de maan
- De dichter als occultist

Deel twee:
Een geschiedenis van de magie
- De evolutie van de mens
- De evolutie van de magie
- De magie van de primitieve mens
- Adepten en ingewijden
- De Wereld van de kabbalisten
- Adepten en oplichters
- De negentiende eeuw - Magie en romantiek
- Het Beest zelf
- Twee Russische Magiërs

Deel Drie
De latente krachten van de mens
- Hekserij en lycantropie
- Het Rijk der geesten
- Kijkjes